# Evaluierungsgegenstand
Der Begriff Evaluierungsgegenstand (EVG), engl. Target of Evaluation (TOE), wird im Umfeld von IT-Sicherheitsrichtlinien dazu verwendet, um einen Teil eines IT-Systems als Gegenstand zur Evaluierung der IT-Sicherheit zu benennen. Er ist Bestandteil der Standard-Terminologie von Common Criteria und ITSEC und findet Verwendung bei der Erstellung von Sicherheitsvorgaben und Schutzprofilen.